# Estolomimus curtus
Estolomimus curtus là một loài bọ cánh cứng trong họ Cerambycidae.